# Barbara Bilabel
Barbara Bilabel (* 21. April 1939 in Darmstadt) ist eine deutsche Regisseurin, Bühnenbildnerin und Kostümbildnerin.

## Leben
Bilabel absolvierte ein Bühnenbildstudium bei Willi Schmidt an der Hochschule für Bildende Künste in Berlin. Danach arbeitete sie zwanzig Jahre bei verschiedenen großen Theatern im Ausstattungsbereich. Ihre ersten Kostüme entwarf sie für die Deutsche Oper Berlin, dann 1976 für das Staatstheater Stuttgart. 1981 folgte sie den Regisseuren Niels-Peter Rudolph und Christof Nel an das Deutsche Schauspielhaus in Hamburg.
1981 gab sie am Kampnagelgelände mit Medea von Euripides ihr Regiedebüt. Am Schauspielhaus folgten 1982 Totentanz von August Strindberg und 1983 Sladek, der schwarze Reichswehrmann von Ödön von Horváth.
1985 gründete sie die freie Theatergruppe Babylon, mit der sie die folgenden sechs Jahre in der Hamburger Kulturfabrik Kampnagel arbeitete. Unter anderem stellte sie mit ihrer Gruppe hier 1988 Die Bakchen vor. Ab 1986 arbeitete sie wieder an verschiedenen staatlichen Theatern und besonders oft in Bremen mit eigenwilligen Regiearbeiten. Dabei brachte sie ihre Auseinandersetzung mit zeitgenössischen Themen wie Gewalt, Faschismus und Geschlechterkampf in grausamen und erschreckenden Bildern auf die Bühne. Zugleich unterrichtete sie Bühnen- und Kostümbild beim Zusatzstudium Bühnenbild der TU Berlin.

## Inszenierungen
- Herbstball von Stefan Dähnert (Uraufführung 1986 an den Bühnen der Stadt Wuppertal)
- Liebe und Magie in Mamas Küche von Lina Wertmüller (1988 am Theater Basel)
- Die See von Edward Bond (1990 am Theater Basel)
- Die Schule der Frauen von Molière (1990 am Bayerischen Staatsschauspiel)
- Penthesilea von Heinrich von Kleist (1991 am Theater Basel)
- Leben wie die Schweine von John Arden (1993 am Stadttheater Bonn)
- Krankheit oder Moderne Frauen von Elfriede Jelinek (1994, Bremen)
- Fest des Lammes von Leonora Carrington (1995 am Stadttheater Bonn)
- Joko feiert seinen Jahrestag von Roland Topor (deutsche Erstaufführung 1995 am Deutschen Schauspielhaus Hamburg, Malersaal)
- Zur schönen Aussicht von Ödön von Horváth (1998, Bremen)
- Ein Sportstück von Elfriede Jelinek (1999 in der Mannheimer Eissporthalle)
- Volksvernichtung oder Meine Leber ist sinnlos von Werner Schwab (2001, mit Irm Hermann)
- Dantons Tod von Georg Büchner (2002 in der Bremer Bürgerschaft)
- Titus Andronicus von William Shakespeare (2003 im Staatstheater Karlsruhe)